# Scinax chiquitanus
Scinax chiquitanus är en groddjursart som först beskrevs av De la Riva 1990.  Scinax chiquitanus ingår i släktet Scinax och familjen lövgrodor. IUCN kategoriserar arten globalt som livskraftig. Inga underarter finns listade i Catalogue of Life.